# Borgstena
Borgstena is een plaats in de gemeente Borås in het landschap Västergötland en de provincie Västra Götalands län in Zweden. De plaats heeft 398 inwoners (2005) en een oppervlakte van 69 hectare.

## Verkeer en vervoer
Bij de plaats loopt de Länsväg 183.
De plaats heeft een station aan de spoorlijnen Borås - Herrljunga en Uddevalla - Borås.